# Гехаев, Асламбек Асланович
Асламбек Асланович Гехаев (род. 25 ноября 1995) — российский дзюдоист, чемпион России среди молодёжи 2016 года, победитель (2016) и бронзовый призёр (2016) этапов Кубка Европы, мастер спорта России. Выступал в лёгкой весовой категории (до 73 кг).
Звание мастера спорта ему было присвоено 9 марта 2016 года.

## Спортивные результаты
- Кубок Европы по дзюдо 2016 года (Оренбург, до 73 кг, 14/5/2016) — 7 место;
- Кубок Европы по дзюдо 2016 года (Подчетртек, до 73 кг, 11/6/2016) — ;
- Кубок Европы по дзюдо 2016 года (Белград, до 73 кг, 8/10/2016) — ;
- Кубок Европы по дзюдо 2017 года (Оренбург, до 73 кг, 13/5/2017) — 7 место;